# Radio NORA
Radio NORA war ein privater Radiosender der Regiocast in Schleswig-Holstein. Der Name NORA ist ein Akronym und steht für Nord-Ostsee-Radio.
Zusammen mit R.SH und delta radio sendete Radio NORA aus dem Radiozentrum Kiel. Der Sender wurde als drittes landesweites Privatradio in Schleswig-Holstein lizenziert. Am 1. Mai 2016 um 24 Uhr wurde Radio NORA eingestellt und durch einen schleswig-holsteinischen Ableger des hessischen Rockprogramms Radio Bob ersetzt. Das Programm wird als Webradio unter dem Namen „NORA-Webstream“ unmoderiert weitergeführt und ist auch auf der Webseite des Hörfunksenders 80s80s aufrufbar.

## Geschichte
Radio NORA war seit dem 31. Dezember 1995 auf Sendung. Am Anfang wurde überwiegend deutsche Schlagermusik, vermischt mit einigen internationalen Klassikern aus den 1960er und 1970er Jahren, ausgestrahlt. Der Sender wollte sich als jüngere Alternative zur NDR 1 Welle Nord positionieren. Im Laufe der Jahre wurden die Schlager vollständig aus dem Programm gestrichen und durch englischsprachige Oldies ersetzt. Ende der 1990er Jahre gab sich der Sender das Motto „Oldies und Evergreens“. Aktuelle Hits wurden nicht mehr gesendet.
Seit 2004 wurde das Programmformat verjüngt und in Richtung „oldiebased AC“ erweitert. Das Motto lautete nun „Die schönsten 70er. Die meisten 80er.“ Vereinzelt wurden aktuelle Hits aus den letzten Jahren ins Programm eingestreut. Die Musik sollte bei der älteren Zielgruppe nicht aus dem Rahmen fallen. Radio NORA veranstaltete jährlich die Radio-NORA-Oldie-Nacht am Segeberger Kalkberg, in der internationale Künstler auftraten. Diese hieß 2010 die Nacht der Hitlegenden und 2011 Rock´n-Pop-Nacht.
Seit 2014 fand am Südstrand von Eckernförde das „Radio NORA Sommer Open Air“ statt.
Bis zur Einstellung im Mai 2016 sendete Radio NORA zusammen mit Radio Schleswig-Holstein (R.SH) und delta radio aus dem Radiozentrum Kiel, dem ehemaligen Funkhaus Wittland.

## Moderatoren (Auswahl)
- Rik De Lisle
- Lutz Stolberg
- Wolf-Dieter Stubel

## Automatisierung
Teile des Programms wurden automatisiert. So wurden in den Abend- und Nachtstunden, im Regelfall ab 18:00 Uhr, der Wetter- und Verkehrsservice aus zuvor aufgezeichneten Sprachbausteinen zusammengesetzt. Die Nachrichten von Regiocast Radioservices wurden ebenfalls über die Automation eingespielt, jedoch kurz vor der Ausstrahlung aktuell eingesprochen und geschnitten.

## Redaktion
Die ehemalige Nachrichtenredaktion von Radio NORA war Teil des Nachrichtendienstleisters Newscloud der Regiocast Radioservices, der nicht nur die drei privaten Radiosender Schleswig-Holsteins beliefert, sondern auch zahlreiche andere Kunden in ganz Deutschland hat, darunter Antenne MV, Radio PSR, Radio Bob und Sunshine Live.